# 林國龍
林國龍（1943年12月8日—），中華民國政治人物，曾擔任屏東縣林邊鄉鄉長、縣議員、台灣省議員，後代表中國國民黨在屏東縣選區當選為第一屆第六次增額立法委員及第二、三屆立法委員，又以不分區當選為第四屆立法委員。2001年底第五屆立法委員選舉以無黨籍身份競選連任，但未當選。